# Askold en Dir

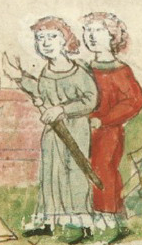
Askold en Dir, uit de 15e euwse Radziwiłł-kroniek

Askold en Dir (Oudrussisch: Асколдъ и Диръ, Askold i Dir) zijn semi-legendarische heersers van Kiev, die volgens de Nestorkroniek in de jaren 870 twee van Rurik's vojevodes waren. De kroniek impliceert dat ze niet van vorstelijk bloed waren.

## Overlevering
Volgens de Nestorkroniek werden Askold en Dir door Rurik naar Constantinopel gezonden. Toen zij over de Dnjepr voeren zagen ze een nederzetting op een berg, en vroegen aan wie deze toebehoorde. Ze kregen te horen dat het de stad Kiev was, gebouwd door drie broers genaamd Kji, Sjek en Choriv, en dat hun nakomelingen nu tribuut aan de Chazaren betaalden. Askold en Dir vestigden zich in de stad. Ze verzamelden een groot aantal Varjagen om zich heen en begonnen de stad en het land van de Poljanen te regeren.
Volgens de Arabische geschiedsschrijver Al-Masudi was "Koning al-Dir (Dayr)" de eerste onder de koningen van de Saqaliba (de Arabische benaming voor de Slaven). Het lijkt waarschijnlijk dat "al-Dir" en Dir dezelfde persoon waren. 
Het lijkt erop dat het in de oorspronkelijke overlevering "Askold Dir" kan zijn geweest en niet "Askold i Dir" zoals in de Nestorkroniek. Het woord askold of oskold zou afgeleid kunnen zijn van het Oudnoordse óskyldr hetgeen "vreemd" betekende. Er zou dan een heerser van Kiev geweest zijn die door de Slaven Dir genoemd werd en door de Varjagen óskyldr Dyri, "de vreemdeling Dir". In de mondelinge overlevering zou deze betekenis verloren gegaan zijn, en uit Askold Dir werd Askold i Dir, zodat Nestor over twee heersers "Askold en Dir" schreef.
Hoewel de Slavische kronieken de neiging hebben de verrassingsaanval van de Varjagen op Constantinopel in juni 860 met Askold en Dir te verbinden (en in 866 te dateren), blijft dit onzeker. Ondanks de bewering van Photios I dat hij een bisschop naar het land van de Roes stuurde en deze kerstende, verwerpen de meeste moderne historici het idee dat Askold toen bekeerd zou zijn.
Toen Rurik stierf werd hij opgevolgd door Oleg, die een van zijn verwanten was en aan wiens zorg hij zijn zoon Igor toevertrouwde. Omstreeks 882 viel Oleg Kiev aan en veroverde de stad. Volgens de Nestorkroniek gebruikte hij een list om Askold en Dir te doden. 
Een Kievse legende identificeert de grafheuvel van Askold met de Oehorska-heuvel, waar Olga van Kiev later twee kerken bouwde, gewijd aan de heiligen Nicolaas en Irene. Tegenwoordig staat hier aan de oever van de Dnjepr een monument, genaamd Graf van Askold.